# Commercial Titan III

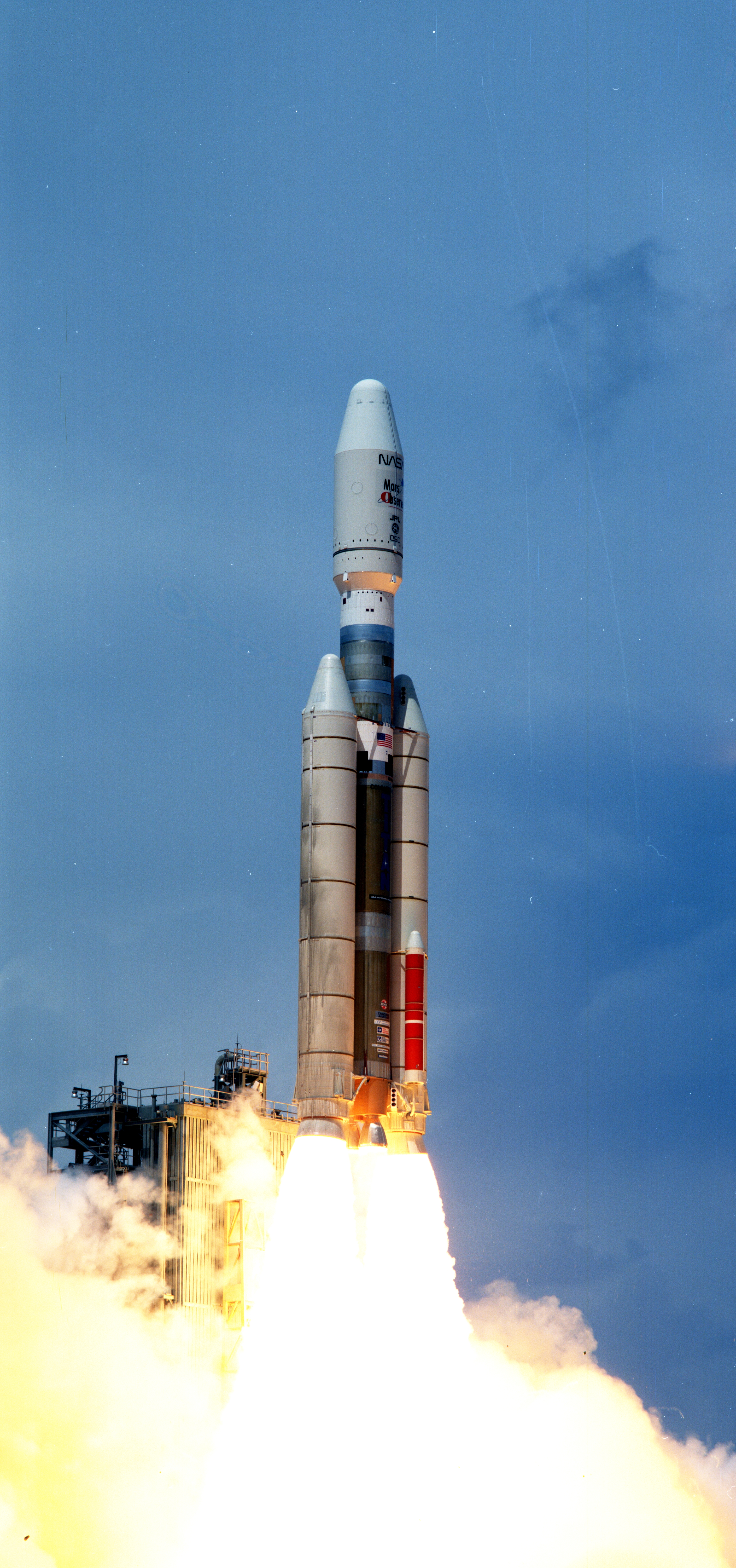
Foguete Commercial Titan III durante o lançamento da Mars Observer.

O Commercial Titan III, também conhecido como CT-3 ou CT-III foi um foguete descartável estadunidense, desenvolvido pela Martin Marietta durante a década de 1980 e voou quatro vezes durante o início da década de 1990. Foi derivado do Titan 34D, e foi originalmente proposto como um sistema de lançamento descartável de médio porte para a Força Aérea dos EUA, que selecionou o Delta II em seu lugar. O seu desenvolvimento foi continuado como um sistema de lançamento comercial, e o primeiro foguete voou em 1990. Devido aos custos mais elevados do que os foguetes contemporâneos, como o Ariane 4, os pedidos não foram divulgados e, o CT-3 foi aposentado em 1992.
O Commercial Titan III diferiu do Titan 34D por ter um segundo estágio com maior comprimento, e uma carenagem com carga útil maior para acomodar cargas com duplos satélites.

## Histórico de lançamento
Todos os quatro lançamentos ocorreram a partir do LC-40 na Estação da Força Aérea de Cabo Canaveral, na Flórida. O primeiro lançamento levou dois satélites de comunicações, O Skynet 4A e JCSAT-2, e foi lançado às 00:07 GMT em 1 de janeiro de 1990, que era 19:07 hora local em 31 de dezembro de 1989, tornando-se o único lançamento orbital em que ocorreu em diferentes anos entre o local de lançamento e GMT. O lançamento recebeu a designação NSSDC ID de 1990-001, usando a data GMT.
O segundo lançamento ocorreu em 14 de março de 1990, e levou o satélite Intelsat 603. O segundo estágio do foguete não conseguiu separar, e a carga só poderia ser liberado do foguete por meio de um motor. Mais tarde, o mesmo foi visitado pelo ônibus espacial Endeavour, na missão STS-49. Os astronautas anexaram um novo motor, o que elevou o satélite para uma órbita de transferência geoestacionária, como havia sido originalmente planejado.
O terceiro lançamento ocorreu em 23 de junho de 1990, colocando com sucesso o satélite Intelsat 604 em órbita. Não houve lançamentos do CT-3, em 1991, devido a trabalhos de manutenção no complexo de lançamento 40.
O último voo do Commercial Titan III ocorreu em 25 de setembro de 1992, e colocando a sonda espacial Mars Observer em órbita heliocêntrica.